# عین حجل
عین حجل (به عربی: عین الحجل) یک شهرداری در الجزایر است که در استان مسیله واقع شده‌است. عین حجل ۳۳٬۰۴۶ نفر جمعیت دارد.